# Mûr-de-Bretagne
Mûr-de-Bretagne (en bretón Mur) era una comuna francesa situada en el departamento de Costas de Armor, de la región de Bretaña, que el 1 de enero de 2017 pasó a ser una comuna delegada de la comuna nueva de Guerlédan al unirse con la comuna de Saint-Guen.

## Demografía
| Gráfica de evolución demográfica de Mûr-de-Bretagne entre 1800 y 2014 |
|                                                                       |

Los datos demográficos contemplados en este gráfico de la comuna de Mûr-de-Bretagne se han cogido de 1800 a 1999 de la página francesa EHESS/Cassini, y los demás datos de la página del INSEE.